# Мамо, я льотчика люблю...
«Мамо, я льотчика люблю…» — український повнометражний художній фільм 2012 року режисера Олександра Ігнатуші.
Фільм не виходив у широкий український прокат. Уперше прем'єра фільму відбулася 23 жовтня 2012 на позаконкурсному показі програми «Українські прем'єри» на київському МКФ «Молодість». Телевізійна прем'єра фільму відбулася на телеканалі Інтер.

## Сюжет
Відому актрису полишає чоловік. Жінка не може з цим змиритися. Проте невдовзі знаходить нове кохання — льотчика, з яким хоче прожити решту життя.

## У ролях
У головних ролях
- Ольга Сумська — відома українська акторка Любов Журба за 40, яку кинув чоловік
- Ігор Пісний — Олександр Санін, колишній учень Любові Журби, який замість акторської кар'єри обрав авіаційну
- Сергій Калантай — Іван Журба, колишній чоловік Любові Журби

У другорядних ролях
- Любава Грєшнова — донька Любові та Івана Журб
- Дар'я Боцманова — Сашуня
- Михайло Кукуюк — документальний режисер Микола Парфьонов
- Ірина Новак - Тамара
- Яна Глущенко — Ганна
- Ганна Шеремет - тележурналістка
- Віталій Салій — Стас, рекламний режисер
- В'ячеслав Лісенбарт - завтрупою
- Заза Чантурія - другий пілот
- Аліція Омельчук - сусідка Любові
- Олександр Ігнатуша — камео, таксист

## Творча команда
- Сценарист: Віра Мельник
- Режисер-постановник: Олександр Ігнатуша
- Оператор-постановник: Василь Бородін
- Художник-постановник: Інна Биченкова
- Композитор: Андрій Шусть
- Звукорежисер: Наталія Серга
- Продюсер: Ігор Ставчанський
- Редактор: Олександр Кучерявий
- Режисер монтажу: Ольга Шматко
- Директор картини: Володимир Князєв

## Виробництво

### Кошторис
Кошторис фільму — ₴5,0 млн, з них частка Держкіно — 100 %.

### Фільмування
Про фільм вперше заговорили на Студії Довженка, ще у 2008 році, але як про один з «заморожених» пректів. До того як режисером стрічки у 2011 році став Олександр Ігнатуша, за неї бралися різні режисери і з різних причин, але почавши, не закінчували роботи. Одним з «ранніх» режисерів, які мали зняти стрічку була Людмила Єфименко.
Загалом фільмували стрічку впродовж трьох років на Кіностудії Довженка. Всі зйомки фільму проходили в Києві.

## Реліз
23 жовтня 2012 року фільм було представлено у позаконкурсній програмі «Українські прем'єри» на київському МКФ «Молодість».
Фільм не виходив у широкий український прокат. Під час презентації фільму на МКФ «Молодість» потенційним дистриб'ютором називали B&H. Пізніше з'ясувалося що потенційний дистриб'ютор з невідомих причин не взяв фільм.

## Відгуки кінокритиків
Фільм отримав негативні відгуки від українських кіноктритиків. Так кінокритик видання Урядовий кур'єр Лілія Бондарчук найбільшими недоліками фільму назвала слабку гру акторів та слабкий сюжет, зазначивши що у фільмі немає «ані краплини справжньої колізії, ані катарсису». На думку Бондарчук єдиним актором, який дійсно якісно зіграв у стрічці, був Михайло Кукуюк.